# Manuel J. Bermejo
Manuel J. Bermejo fue un abogado y político de Mendoza. Hombre público, se desempeñó como legislador, presidente de la Cámara Legislativa a fines del siglo XIX.
Fue designado por la Legislatura, a cargo de la Gobernación de la Provincia el 7 de enero de 1889, luego de que esta aceptara la renuncia del Gobernador Tiburcio Benegas, depuesto por la fuerza.
- Datos: Q5993323